# Parchis (muurschildering)
Parchis is een muurschildering in Laken van de hand van illustrator Peter Willems, gebaseerd op het Indiase gezelschapsspel parchis.

## Achtergrond
Brussel staat ondertussen gekend om zijn stripmuren. De eerste stripmuren werden in de jaren 1990 aangebracht op kale en lege muren. In Brussel bestonden situaties waar gebouwen met verschillende hoogtes en stijlen naast elkaar gebouwd werden, waardoor sommige muren onbedekt blijven. Die kale muren worden ondertussen bewust vrijgehouden voor kunstprojecten en muurschilderingen, die een integraal onderdeel zijn van de stedelijke cultuur. 
De Parchis muurschildering (Verhoevenstraat 2 1020 Brusses, Laken) is er daar een van. Hij werd in 2016 op de muur langs het Tour & Taxis-park gedrukt. Peter Willems maakte een digitale schets voor de muurschildering, gebaseerd op een tekening uit 2014 van grafisch ontwerper Ruth Plaizier en in opdracht van de stad Brussel en burgercollectief Parckfarm . 
De geometrische stijl van de tekening is beïnvloed door het kubisme en modernisme, doet denken aan het werk van Kortrijkse illustrator Ever Meulen. In de definitieve versie werden elementen zoals vliegtuigen, een vuilnisbelt en een vrouw met een hijab uit de oorspronkelijke schets verwijderd. Maar de basis van de tekening blijft hetzelfde. Een bordje met de tekst 'participer' is een uitnodiging naar iedereen om deel te nemen en samen te komen in de openbare ruimte. Zo wordt er gehoopt dat het project verschillende mensen samen brengt. Het Parchisspel is namelijk een spel dat overal ter wereld wordt gespeeld.
De basis van de tekening is gebaseerd op het gezelschapsspel Parchis. Parchis is een bordspel van Indiase oorsprong dat ook wel “paardjesspel” wordt genoemd. Het is een spel dat dagelijks wordt gespeeld in de nabije cafés en theehuizen. De muurschildering kwam in opspraak, omdat zeven vrouwen van de 21 personages in huiselijke of romantische contexten afgebeeld zijn, bijvoorbeeld thuis met een kind of in een bosje met een man. Deze vrouwen nemen niet deel aan openbare activiteiten zoals het spelen van parchis, wat zou suggereren dat deze ruimtes en activiteiten voor mannen zijn gereserveerd.
Toch is de muurschildering met goede bedoelingen gemaakt en symbolisch boven een brug gebouwd. De Jubelfeestbrug zelf is in 2024 nog in verval, maar de fresco vrolijkt de buurt alleszins op.